# Weekend (pel·lícula de 1967)
Weekend (títol original en anglès: Week-end) és una pel·lícula franco-italiana dirigida per Jean-Luc Godard estrenada el 1967. Ha estat doblada al català.
La pel·lícula narra la surrealista història d'una parella casada en un viatge de carretera per visitar els pares de la dona amb la intenció de matar-los per l'herència.

## Argument
Una parella d'un poble francès, Roland i Corine, mantenen relacions extramatrimonials, però com que no volen entremetre's en la vida de l'altre i planegen destruir-se mútuament. Els dos passaran el cap de setmana anant a la casa dels pares de Corinne, on el seu pare s'està morint, amb l'únic propòsit de rebre la seva herència.
El seu periple acaba en un tumultuós recorregut pels camps francesos, habitats per personatges grotescos i insòlits i marcat per devastadors accidents de trànsit. Després que el seu cotxe també resultés danyat en un accident, Corinne i Roland deambulen per una sèrie animada que crea un món oníric que barreja l'humor i la bellesa amb l'absurd i aterridor.
La parella finalment arriba a la casa dels pares de Corinne, però ja era massa tard, ja que el seu pare ja ha mort i troben a la seva mare ocultant-los part de la seva herència. Enfurits, la mataran pel botí, però a només fugir seran capturats per un grup de hippies revolucionaris.

## Estil
Weekend ha estat comparat amb Alícia al País de les Meravelles, la sèrie James Bond, i les obres de Marquis de Sade. Tim Brayton la va descriure com una "pel·lícula que es llegeix a si mateixa, li diu a l'espectador què hauria de ser aquesta lectura, i al mateix temps li diu a l'espectador que aquesta lectura és inexacta i ha de ser ignorada".

## Repartiment
- Jean Yanne: Roland
- Mireille Darc: Corinne
- Jean-Pierre Kalfon: el cap du FLSO
- Jean-Pierre Léaud: Saint-Just
- Yves Beneyton: un membre del FLSO
- Valérie Lagrange: la dona del cap del FLSO
- Anne Wiazemsky: la noia a la granja i membre del FLSO
- Paul Gégauff: el pianista
- Daniel Pommereulle: Joseph Balsamo
- Yves Afonso: Gran Polze
- Virginie Vignon: Maria de Magdala

## Al voltant de Week-end
- Godard i Hara-Kiri — Jean-Luc Godard:

| « | Week-end, no sé com presentar-la. És una pel·lícula que desagradarà segurament a la majoria d'espectadors… Perquè és molt dolenta, grollera, caricaturesca. És feta amb l'esperit de certs còmics d'abans de la guerra. És més dolenta que Hara-Kiri. | » |

- Un dels més llargs tràvelings de la història del cinema — Per filmar la seqüència de l'embús, Godard ha dirigit un dels tràvelings més llargs de la història del cinema. Comentari del director de la foto Raoul Coutard, en relació amb aquest gegantí embús que la parella Corinne-Roland (Darc-Yanne) descobreix superant-lo :

| « | Està rodada al costat de Saint-Cyr. Ha calgut una setmana per instal·lar el tràveling perquè el camp feia baixada. Hi havia més o menys 1,50 m de desnivell entre la sortida del tràveling i l'arribada del tràveling. Ha calgut fer una construcció bastant sòlida per poder suportar dos carretons de tràveling, més una dolly per tal del que es recuperi el desnivell pujant el braç per tal de donar la impressió que s'estava a la mateixa alçada. El mateix rodatge ha ocupat gairebé una jornada. S'han hagut de fer 5 o 6 preses, no més. La distància ha estat escollida en funció del nombre de rails que estaven disponibles. Per tant, s'ha fet un tràveling de 300 metres. És un pla sorprenent, però al límit no té molta imaginació.. Era l'època en què no hi havia sempre guió. Era doncs relativament difícil saber el que Jean-Luc tenia la intenció de fer. Li agrada molt l'afirmació: El cinema, és l'art del moviment, per tant, es pot canviar d'opinions! | » |

- El crític cinematogràfic Roger Ebert, dona el seu punt de vista sobre la pel·lícula ;

| «                                                              | "Weekend" tracta sobre la violència, l'odi, el final de la ideologia i el cataclisme que s'aproxima que destruirà la civilització. També es tracta del problema de com fer una pel·lícula sobre això. Les pel·lícules sobre The Bomb gairebé mai són efectives; el tema és massa gran. Godard abandona qualsevol intent de mostrar-nos la guerra o la destrucció "reals". En canvi, ens mostra actituds: la indiferència casual davant el sofriment que satura la nostra societat. | » |
| — Roger Ebert, https://www.rogerebert.com/reviews/weekend-1968 | |   |

## Premis i nominacions
Premis
- Premi Bambi, 1969, Hubert Burda Media

Nominacions
- Os d'Or, 1968, Festival de Cinema de Berlín
- Cahiers du Cinéma llista anual de les millors 10 pel·lícules, 1967, Cahiers du Cinéma (quedà 3a)
- Premi NSFC, 1969, National Society of Film Critics Awards, EUA